# Xian de Hongze
Le xian de Hongze (洪泽县 ; pinyin : Hóngzé Xiàn) est un district administratif de la province du Jiangsu en Chine. Il est placé sous la juridiction de la ville-préfecture de Huai'an.

## Démographie
La population du district était de 373 064 habitants en 1999.